# Poyang
Poyang (en chino, 鄱阳县; pinyin, Póyáng xiàn), conocida desde 1957 como Boyang (波阳县) hasta que en diciembre de 2003 se restableció su nombre original. Es un condado bajo la administración directa de la Prefectura Shangrao en la provincia de Jiangxi, República Popular China. Su área es 4126 km² y su población total para 2010 rozó los 1,3 millones de habitantes.

## Administración
El Condado Poyang se divide en 30 pueblos que se administran en 1 subdistrito, 14 poblados y 15 villas.